# 少弐冬尚
少弐 冬尚（しょうに ふゆひさ）は、戦国時代の大名。少弐氏17代（最後の）当主。名乗りは祖先の少弐頼尚・冬資父子に由来するものである。

## 生涯
天文5年（1536年）、大内義隆の命を受けた陶興房の攻撃を受け、父・少弐資元が自害した際、冬尚は蓮池城の小田資光（政光の祖父）の下に落ち延びた。
その後、冬尚は龍造寺家兼ら家臣団の助けを受けて天文9年（1540年）に少弐氏の再興を果たした。しかし天文14年（1545年）、家臣の馬場頼周が家兼を妬んでその一族の大半を暗殺するという事件を起こすと、頼周は天文15年（1546年）に家兼の反攻にあって殺され、冬尚も家兼と対立することとなった。
その後、冬尚は家兼の曾孫・龍造寺隆信と争い、永禄2年（1559年）に隆信や千葉胤連に攻められ勢福寺城で自害し、少弐氏は滅亡した。
のちに弟・政興が馬場鑑周（あきちか、頼周の孫）らと共に少弐氏の復活を狙って旗揚げするも、果たせなかった。

## 生年の異説
冬尚の生年は、1527～29年の他、1517年に家督を継いでいるという記述が見られる書籍があることから、1510年の説もある。横岳資誠に娘が嫁いでいる点に鑑みても、1510年前後の誕生であっても不自然ではない。今後は冬尚の誕生年が大幅に繰り上がる可能性があり、議論の余地が残る。